# Arenas movedizas

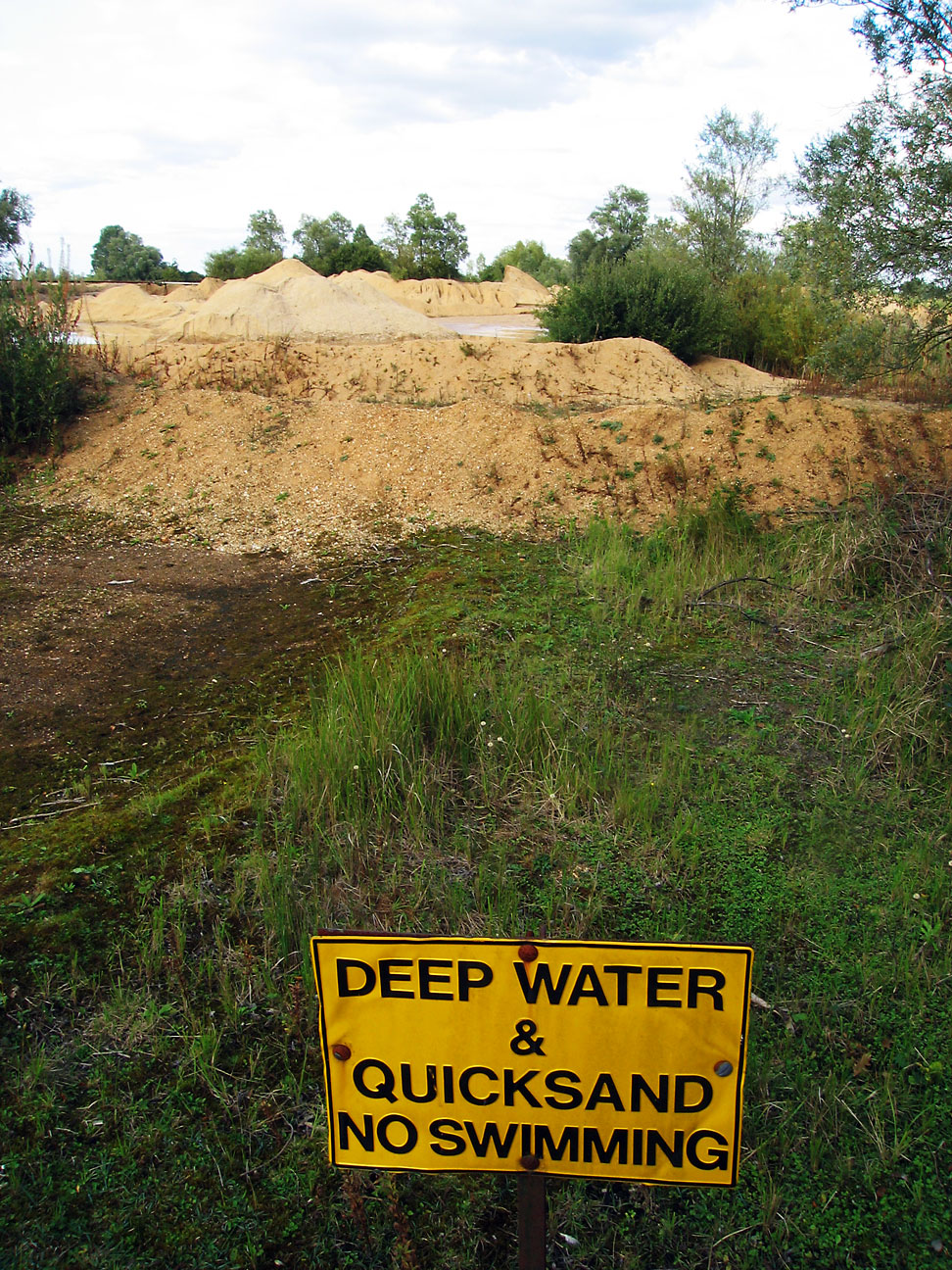
Señal de peligro de arenas movedizas en Little Paxton Pits, cerca de Saint Neots, Cambridgeshire, Inglaterra, Reino Unido.

La arena movediza, llamada también arenal o arenalejo es un hidrogel coloide, constituido por una mezcla de material finamente granulado, (tal como arena o fango), arcilla y agua.

## Descripción de arenas movedizas
Son fluidos no newtonianos: cuando no son perturbadas por un agente exterior, suele aparecer como una materia sólida (de forma "gelatinosa"), pero al menor cambio en las tensiones en la arena (menos del uno por ciento) causa una repentina disminución de su viscosidad (pasa a una forma de "sol"). Tras la perturbación inicial —como podría ser el hecho de que una persona ande sobre ellas— el agua y la arena se separan, formándose regiones densas de arena sedimentada; esto se debe a la formación de áreas constituidas por grandes volúmenes de materia con diferente tamaño, con lo cual la viscosidad de las arenas movedizas aparece incrementada súbitamente. Existe una falsa creencia que atribuye las arenas movedizas a las zonas desérticas, pero lo cierto es que éstas no están presentes en ningún desierto principalmente por la falta de humedad.
Para poder moverse en ellas debe aplicarse la presión suficiente en la arena condensada e introducir la cantidad necesaria de agua como para poder licuarla. La fuerza requerida para salir de ellas es sumamente importante: para mover un pie en las arenas movedizas a una velocidad de un centímetro por segundo se requiere la misma fuerza que hay que invertir para levantar un coche de tamaño mediano (ejercer una fuerza de más de una tonelada).
Otra manera más efectiva de zafarse del hundimiento, es impulsarse vigorosamente con los brazos hacia arriba y hacia atrás para caer de espaldas ofreciendo así la mayor superficie corporal posible; oponiéndose a la mayor presión por menor unidad de superficie, disminuyendo la presión y luego arrastrarse lentamente de espaldas, casi nadando, para salir del sector.
Anteriormente se suponía que el comportamiento de las arenas movedizas era debido a las suspensiones saturadas o sobresaturadas de gránulos en agua ya que la presión de fuentes subterráneas del agua separaría y suspendería las partículas granulares, reduciendo la fricción entre ellas, sin embargo, en septiembre de 2005, se demostró que la presencia de la sales es responsable de tales movimientos.
La estabilidad de las arenas movedizas coloidales se debe a la presencia de sal que aumentan la probabilidad de la floculación de la arena y la formación de las regiones de alta viscosidad responsables de la potencia de la trampa.
Pueden ser halladas en tierras interiores a orillas de ríos, cerca de lagos, o en pantanos, o cerca de la costa.
Una región notoriamente famosa por sus arenas movedizas es la Bahía de Morecambe, Inglaterra. Como la bahía es muy amplia y poco profunda, una persona atrapada en ellas estaría expuesta al peligro de la pleamar.
Las orillas de lagos o lagunas, principalmente aquellos cuerpos de agua que presentan mucho sedimento en suspensión (sólidos suspendidos),  pueden presentar peligrosos terrenos blandos de lodazales semejantes a las arenas movedizas, esto sectores son fangos que presentan el mismo estado coloide que la arena movediza pero es más peligroso por lo fino del sólido y de gran capacidad de succión.
Tienen diferentes formas: Unas parecen lodo, otras tienen la apariencia de agua con tierra, hojas o restos sobre ella y algunas tienen una combinación de arena y tierra en un charco grande de agua.

## En la cultura popular
En las películas se ha popularizado ver a una persona tragada completamente por arena movediza, haciendo que ésta muera. Pero no es lo que ocurre en la realidad.